# Кубинка
Ку́бинка (на руски: Кубинка) е град в Русия, Московска област, Одинцовски район.

## География
Разположен е на 63 km от Москва. Населението му към 1 януари 2018 е 20 157 души. Железопътен възел с гари Кубинка 1 и Кубинка 2.
Основната част на града е на север от федералната автомагистрала М1 „Беларус“ (Минско шосе). На юг от шосето е разположена другата част на града, където се намират бившият Московски военен институт по радиоелектроника на Космическите войски, 45-и гвардейски полк със специално назначение, 38-и научноизследователски институт за бронетанкова техника – единственият институт в Руската федерация, занимаващ се с разработки в основните направления на бронетанковата техника. В института има танков полигон за изпитания и Танков музей (основан през 1938 г.) – сред най-големите в света. В него се съхранява единственият запазен екземпляр от германския танк Panzerkampfwagen VIII Maus.
На 5 километра от града се намира авиобаза Кубинка.

## История
Придобива статут на град през 2004 г., а преди това е селище от градски тип.